# Ravarano
Ravarano è una piccola frazione del comune di Calestano, in provincia di Parma.
La località dista 4,41 km dal capoluogo.

## Geografia fisica
La frazione appenninica, posta a mezza costa lungo la strada provinciale di Calestano-Berceto che percorre la val Baganza, è suddivisa principalmente in due località, dette originariamente Villa e Castello, fino agli inizi del XVIII secolo separate anche in due distinte parrocchie.

### Salti del Diavolo
Leggermente più a monte sorgono nei pressi della piccola località di Chiastre di Ravarano i Salti del diavolo, affioramenti di rocce sedimentarie derivanti dalla disgregazione di antiche rocce eterogenee; i materiali che li costituiscono, prevalentemente graniti, gneiss, porfidi, calcari, arenarie e diaspri, sono disposti granulometricamente con dimensioni decrescenti dal basso verso l'alto; alla base sono cementati grandi ciottoli, che diventano più piccoli e arrotondati al centro; la sommità è infine costituita da un amalgama compatto di colore biancastro, chiamato localmente "mass ladéin", molto utilizzato fino al XX secolo nelle decorazioni architettoniche degli edifici della zona.
Disposti in perfetto allineamento, i Salti del Diavolo tagliano ortogonalmente la val Baganza collegando il borgo di Chiastre con l'abitato di Cassio, sul versante opposto; le formazioni, risalenti al Cretacico, si presentano come una serie lunga circa 5 km di strette guglie che a tratti si elevano fino a un'altezza di 10 m rispetto al terreno circostante.
Le rocce derivano il loro nome dalla leggenda secondo la quale esse costituirebbero le orme lasciate in epoca remota dal diavolo in fuga, scacciato da un eremita.

## Storia
La storia di Ravarano è strettamente connessa a quella del suo castello, innalzato agli inizi dell'XI secolo dal Comune di Parma a difesa dalle incursioni provenienti dalla Lunigiana.
Nel 1214 il feudo fu acquistato dal marchese Pelavicino Pallavicino, che lo trasmise ai suoi discendenti.
Nel 1312 il marchese di Pellegrino Pelavicino III Pallavicino, alleato dei guelfi parmigiani, conquistò il castello del ghibellino Manfredino Pallavicino.
Nel 1395 l'imperatore del Sacro Romano Impero Venceslao di Lussemburgo confermò al marchese Niccolò Pallavicino i privilegi sui feudi di Busseto, Borgo San Donnino, Solignano, Ravarano, Monte Palerio, Tabiano, Bargone, Serravalle, Pietramogolana, Parola, Castelvecchio di Soragna e Soragna.
Nel 1444 il marchese Federico Pallavicino promulgò gli Statuti di Valle, che garantirono per secoli ampia autonomia governativa ai vassalli del feudo.
Nel 1455 il duca di Milano Francesco Sforza assegnò ufficialmente il feudo di Ravarano alla famiglia Pallavicino, alla quale fu confermata l'investitura nel 1470 e nel 1476.
A causa della rivalità fra gli abitanti delle località di Villa e Castello, nel 1602 furono edificate due chiese, una per frazione, che formarono a lungo due distinte parrocchie.
Nel 1687, in seguito alla morte dell'ultimo marchese del ramo di Ravarano, la Camera Ducale di Parma avocò a sé tutti i diritti sul feudo, che cedette ai fratelli Gian Simone e Lelio Boscoli; tuttavia, nel 1707 il marchese Andrea Boscoli ne ottenne la permuta con Berceto.
In quegli stessi anni le due parrocchie furono unificate e l'oratorio di Castello fu chiuso.
Nel 1728 il feudo fu assegnato al conte Paolo Anguissola, al quale seguì nel 1752 il conte Beltramo Cristiani, governatore di Mantova, che lo trasmise ai figli Gianfrancesco e Luigi, fino all'abolizione dei diritti feudali sancita da Napoleone nel 1805.

## Monumenti e luoghi d'interesse

### Chiesa di San Bartolomeo

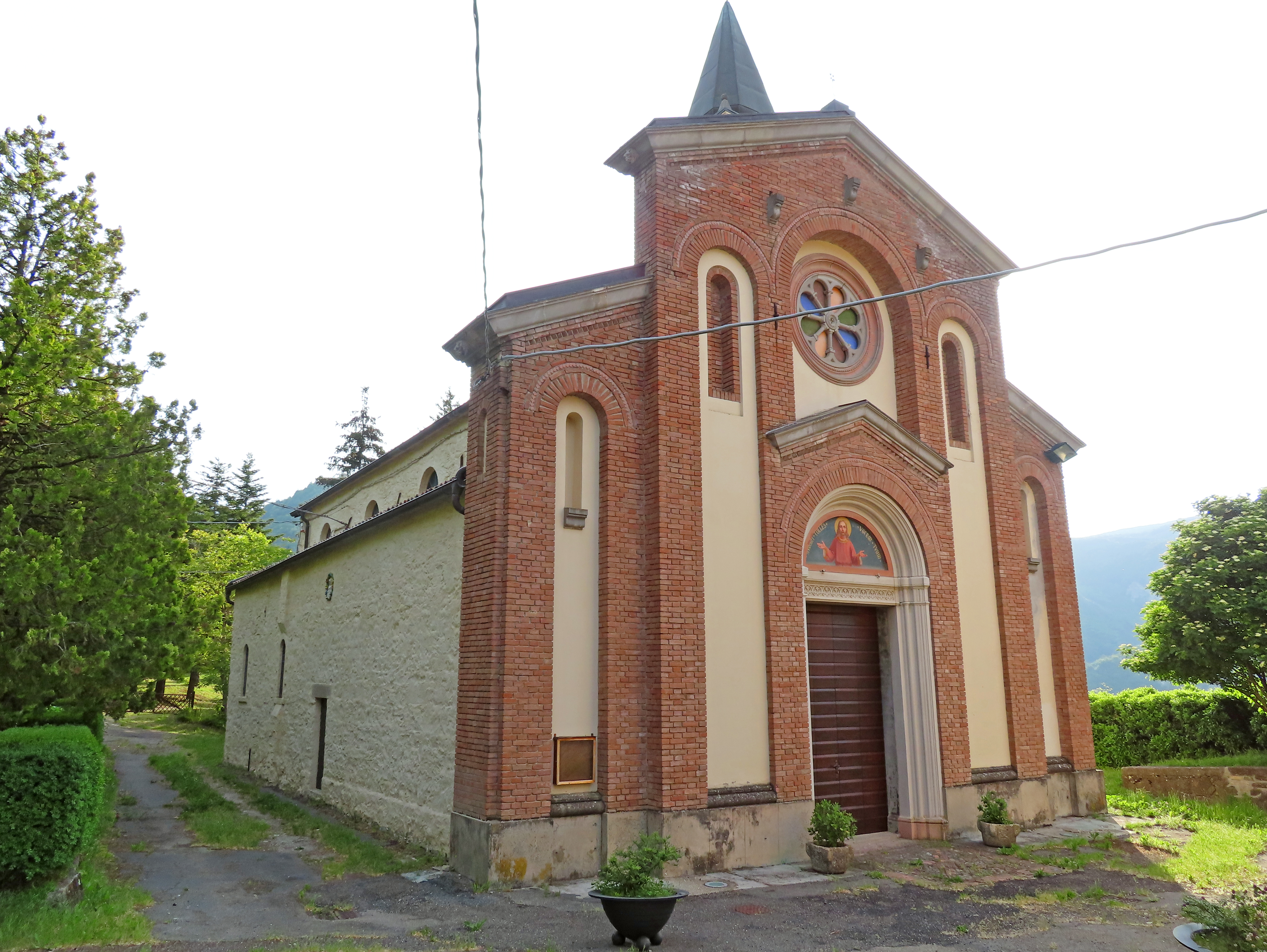
Chiesa di San Bartolomeo

Citata per la prima volta nel 1230, l'antica chiesa, posta in località Borello, fu distrutta da una frana nel 1589; ricostruita a Villa tra il 1602 e il 1676 in stile tardo-rinascimentale, fu ampliata agli inizi del XVIII secolo e modificata tra il 1905 e il 1920; decorata internamente nel 1934, fu arricchita della nuova facciata neoromanica nel 1949; danneggiata dal terremoto nel 2008, fu ristrutturata tra il 2009 e il 2013. Il tempio, decorato con affreschi a grottesche sulle volte, conserva una pala d'altare settecentesca.

### Castello

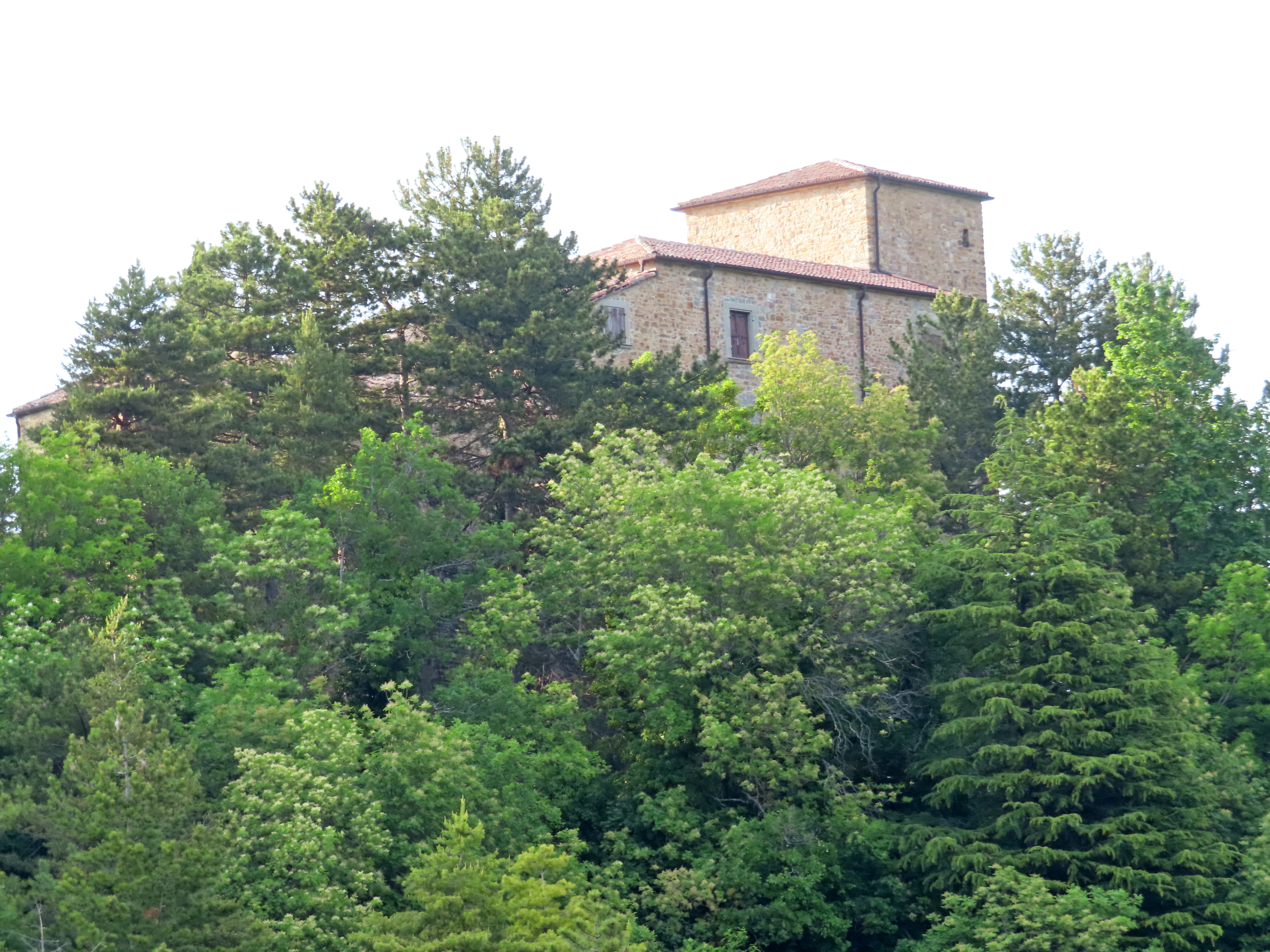
Castello

Edificato nell'XI secolo dal Comune di Parma, il castello fu acquistato dai Pallavicino nel 1214; distrutto nel 1267 dai ghibellini parmigiani, fu riedificato dopo pochi anni; passato di mano più volte a partire dal 1687, appartiene oggi alla famiglia Nanni Fainardi. Severo edificio dai tratti fortemente difensivi, si sviluppa prevalentemente su due distinti corpi a pianta rettangolare, culminanti a nord in un massiccio torrione.

### Via degli Scalpellini
Sviluppato accanto ai Salti del Diavolo, il sentiero riprende l'antico tracciato percorso fino al 1950 dagli scalpellini per estrarre le pietre utilizzate per le decorazioni architettoniche degli edifici del circondario; la via pedonale e ciclabile collega gli abitati di Chiastre e Cassio, superando il Baganza con uno stretto ponte sospeso realizzato tra il 2005 e il 2007, ma distrutto da una piena del torrente nell'ottobre del 2014; nel 2021 fu decisa la ricostruzione della passerella metallica lunga 60 m, che fu completata nel giugno 2023.